# Emil Michał Przychodzki

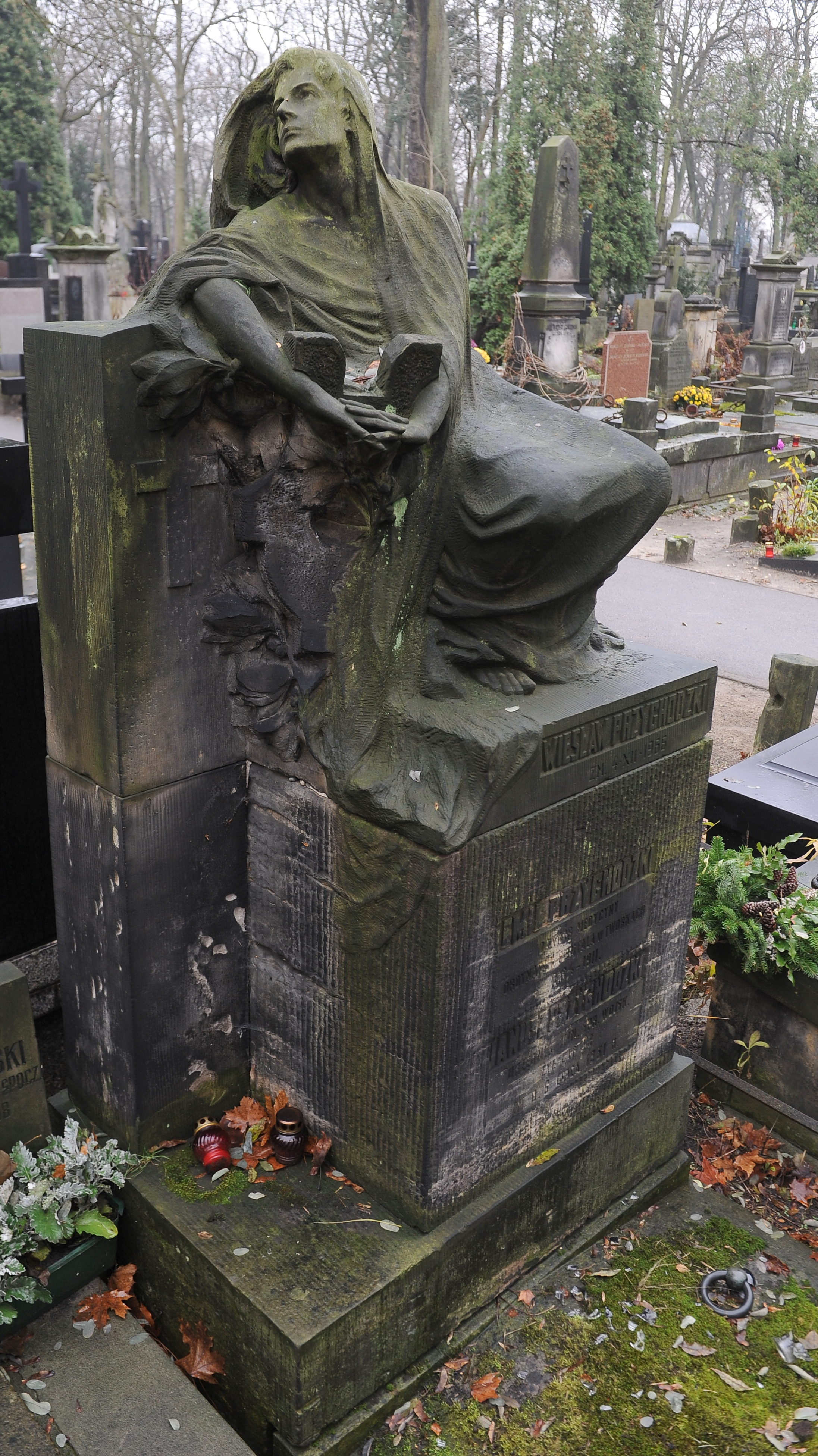
Fragment nagrobka rodziny Przechodzkich na warszawskich Starych Powązkach

Emil Michał Przychodzki (ur. 2 lipca 1864 w Radomiu, zm. 4 sierpnia 1911 w Żbikowie) – polski lekarz psychiatra, poeta.

## Życiorys
Był synem Jana Przychodzkiego, lekarza, i Zofii z Nalepińskich. Uczył się w gimnazjum klasycznym w Radomiu, ukończył je w 1883 roku. Studiował medycynę na Uniwersytecie Warszawskim od 1883 do 1888. Od 1889 uzupełniał studia w dziedzinie psychiatrii w Akademii Medyko-Chirurgicznej w Sankt Petersburgu u Jana Mierzejewskiego. W 1904 roku obronił rozprawę na stopień doktora medycyny. Od 1891 młodszy asystent w Szpitalu Psychiatrycznym w Tworkach, w 1910 awansował na stanowisko starszego asystenta, równoznaczne ze stanowiskiem ordynatora. Zmarł 4 sierpnia 1911 roku w wieku 47 lat, został pochowany na cmentarzu Powązkowskim (kwatera 44, rząd 6, grób 30).
W 1892 roku w Warszawie ożenił się z Marią Ireną z Butkiewiczów, mieli trzech synów: Tadeusza, Wiesława i Janusza.

## Prace
- Daniłło, Przychodzki. O wynikach wieszań w wiądzie mlecza za pomocą aparatu Moczutkowskiego. Przegląd Lekarski, 1890
- „Obłąkani przestępcy przed sądem”. W: Prace I-go zjazdu neurologów, psychiatrów i psychologów polskich. Warszawa, 1910 s. 513-528